# Mistrovství světa v zápasu ve volném stylu 2000
Mistrovství světa v zápasu ve volném stylu 2000 se uskutečnilo v Sofii (Bulharsko).

## Výsledky

### Volný styl ženy
| Kategorie | Zlato               | Stříbro            | Bronz          |
| --------- | ------------------- | ------------------ | -------------- |
| 46 kg     | Iryna Melniková     | Inga Karamčakovová | Carol Huynh    |
| 51 kg     | Hitomi Sakamotová   | Patricia Miranda   | Ida Hellström  |
| 56 kg     | Seiko Jamamoto      | Tetyana Lazareva   | Jennifer Ryz   |
| 62 kg     | Nikola Hartmann     | Rena Iwama         | Stéphanie Groß |
| 68 kg     | Kristie Marano      | Anna Shamova       | Tomoe Mijamoto |
| 75 kg     | Christine Nordhagen | Edyta Witkowska    | Kjóko Hamaguči |

## Týmové hodnocení
| Pořadí | Ženy volný styl | Ženy volný styl |
| Pořadí | Tým             | Body            |
| 1      | Japonsko        | 48              |
| 2      | Rusko           | 34              |
| 3      | Kanada          | 31              |
| 4      | Ukrajina        | 27              |
| 5      | USA             | 25              |
| 6      | Německo         | 20              |
| 7      | Polsko          | 19              |
| 8      | Švédsko         | 18              |
| 9      | Francie         | 13              |
| 10     | Bulharsko       | 13              |
| ------ | --------------- | --------------- |